# FCGR2A
FCGR2A‏ (Fc fragment of IgG receptor IIa) هوَ بروتين يُشَفر بواسطة جين FCGR2A في الإنسان.